# Ziggaratta
Ziggaratta (hethitisch: URUzi-ig-ga-ra-at-ta) war ein hethitischer  Ort, der nur im Mythos des Schlangendämons Illuyanka erwähnt wird:
„Die Göttin Inar begab sich nach Ziggaratta und fand den Mann Ḫupašiya, einen Menschen.“
Nachdem Illuyanka besiegt und getötet wurde, baute Inar ein Haus in Tarukka für Ḫupašiya. Die Lage von Ziggaratta ist unbekannt, es muss aber in hattischem Gebiet im Norden des Hethitischen Reiches gelegen haben.